# Зеграс, Тревор
Тревор Зеграс (англ. Trevor Zegras; род. 20 марта 2001, Бедфорд, Нью-Йорк) — американский хоккеист, центральный нападающий клуба НХЛ «Филадельфия Флайерз».

## Карьера
В 2017 году прошёл отбор и был выбран в числе 40 лучших хоккеистов в команду USNTDP (Программа развития хоккейной национальной сборной США). В команде USNTDP он играл в течение 2-х сезонов (2017/18 и 2018/19). В результате своей игры он был выбран в 1-м раунде под общим 9-м номером на драфте НХЛ 2019 года клубом «Анахайм Дакс». Несмотря на то, что его выбрали на драфте, он продолжил свои выступления на юношеском уровне за команду Университета Бостона. По результатам его выступлений за команду Университета Бостона в сезоне 2019/20 он был включён в состав третьей команды всех звёзд лиги Hockey East, в состав команды новичков лиги Hockey East и стал финалистом на приз лучшего новичка сезона Hockey East.
27 марта 2020 года Тревор подписал трёхлетний контракт новичка с «Анахайм Дакс». После подписания контракта его отправили в фарм-клуб «уток» в АХЛ, команду «Сан-Диего Галлз». В результате успешной игры за «Галлз» он был вызван в состав «Анахайма» на игры регулярного сезона НХЛ и 22 февраля 2021 года дебютировал в лиге в матче против «Аризона Койотис». Несколькими играми позже, 18 марта, Зеграс забил свой первый гол в карьере НХЛ в ворота голкипера Эдина Хилла из «Аризоны Койотис».
В преддверии сезона 2021/22 Зеграс присоединился к тренировочному лагерю «Анахайм Дакс» и в результате своей игры завоевал место в основном составе команды на матчи регулярного сезона. В этом сезоне Тревор сразу стал одним из ключевых игроков «Анахайма», играя в одном звене с нападающими Сонни Милано и Рикардом Ракеллем. 7 декабря 2021 года он отдал невиданную ранее передачу в стиле «лакросс» на Милано. В результате своей игры Зеграс был номинирован в голосование на участие в матче всех звёзд НХЛ от «Анахайма». Он был назван новичком месяца в декабре 2021 года, после того, как набрал 11 очков в 9 матчах. Хоть Тревор и не был выбран для участия в матче всех звёзд, его позвали туда в качестве специального гостя для участия в Breakaway Challenge. В свой первый сезон в НХЛ Зеграс набрал 61 очко и был назван финалистом на приз Колдер Трофи, однако не получил его, заняв в голосовании второе место, уступив защитнику «Детройт Ред Уингз» Морицу Зайдеру. Также Тревор попал в символическую сборную среди новичков НХЛ.
23 июня 2025 года был обменян в «Филадельфия Флайерз» на Райана Пелинга и 2-й выбор драфта 2025 и на 4-й выбор драфта 2026.

## Личная жизнь
Зеграс имеет греческое происхождение. В детстве он был фанатом команды «Нью-Йорк Рейнджерс» и подражал звезде «Чикаго Блэкхокс» Патрику Кейну.